# Siegelschrift

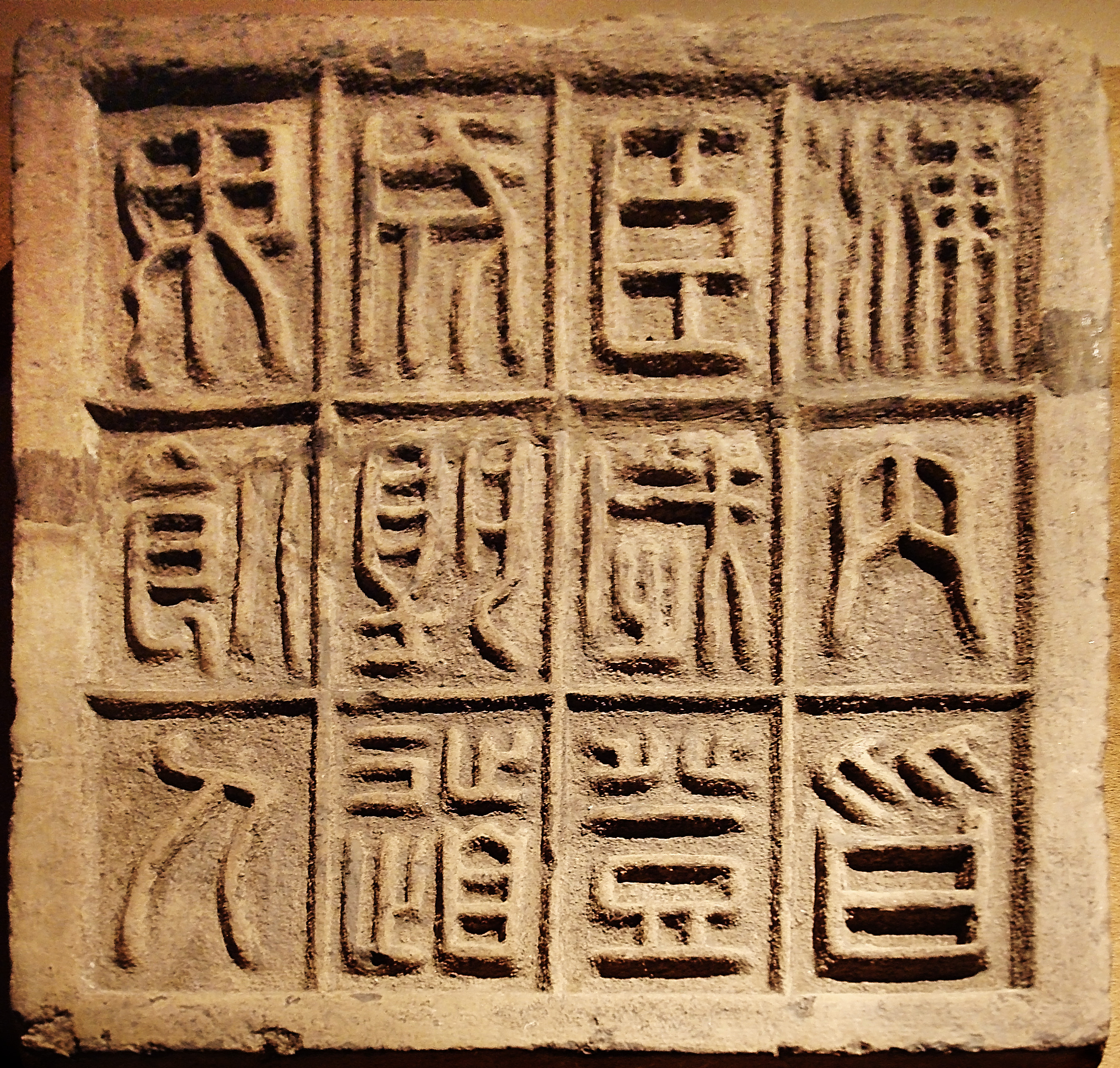
Kleine Siegelschrift, 小篆, aus der Qin-Dynastie

Die Siegelschrift (chinesisch 篆書 / 篆书, Pinyin zhuànshū) ist das Ergebnis einer »Linearisierung« der Schriftzeichen von der frühen Westlichen Zhōu-Dynastie (11. Jahrhundert v. u. Z.) bis zur Frühlings- und Herbst-Periode (722–481 v. u. Z.): Die ursprünglich zum Teil sehr bildlichen Zeichen wurden zunehmend mit gleich breiten Linien geschrieben, und der piktografische Charakter der Schrift trat in den Hintergrund.
Während der Qín-Dynastie wurden je nach Schreibmaterial und Anlass unterschiedliche Schriftstile verwendet: die Siegelschrift für offizielle Zwecke und Inschriften sowie ein anderer Schriftstil (eine Form der Kanzleischrift) für andere Niederschriften auf Bambus- oder Holztäfelchen.
Während der Herrschaft von Qín Shǐhuángdì (247–210 v. u. Z.) wurde die Siegelschrift standardisiert. Später (vermutlich seit der Hàn-Dynastie) wurde diese standardisierte Qín-Siegelschrift als »Große Siegelschrift« (dàzhuàn 大篆) und die davon abweichenden bzw. vorhergehenden Schriften vom selben Typus in den verschiedenen Staaten der Region als »Kleine Siegelschrift« (xiǎozhuàn 小篆) bezeichnet.
Heute gilt die Siegelschrift als einer der fünf Standard-Kalligrafiestile neben der Kursivschrift (xíngshū 行书), Konzeptschrift (cǎoshū 草书), Kanzleischrift (lìshū 隶书) und Regelschrift (kǎishū 楷书).